# Eric Donald Hirsch

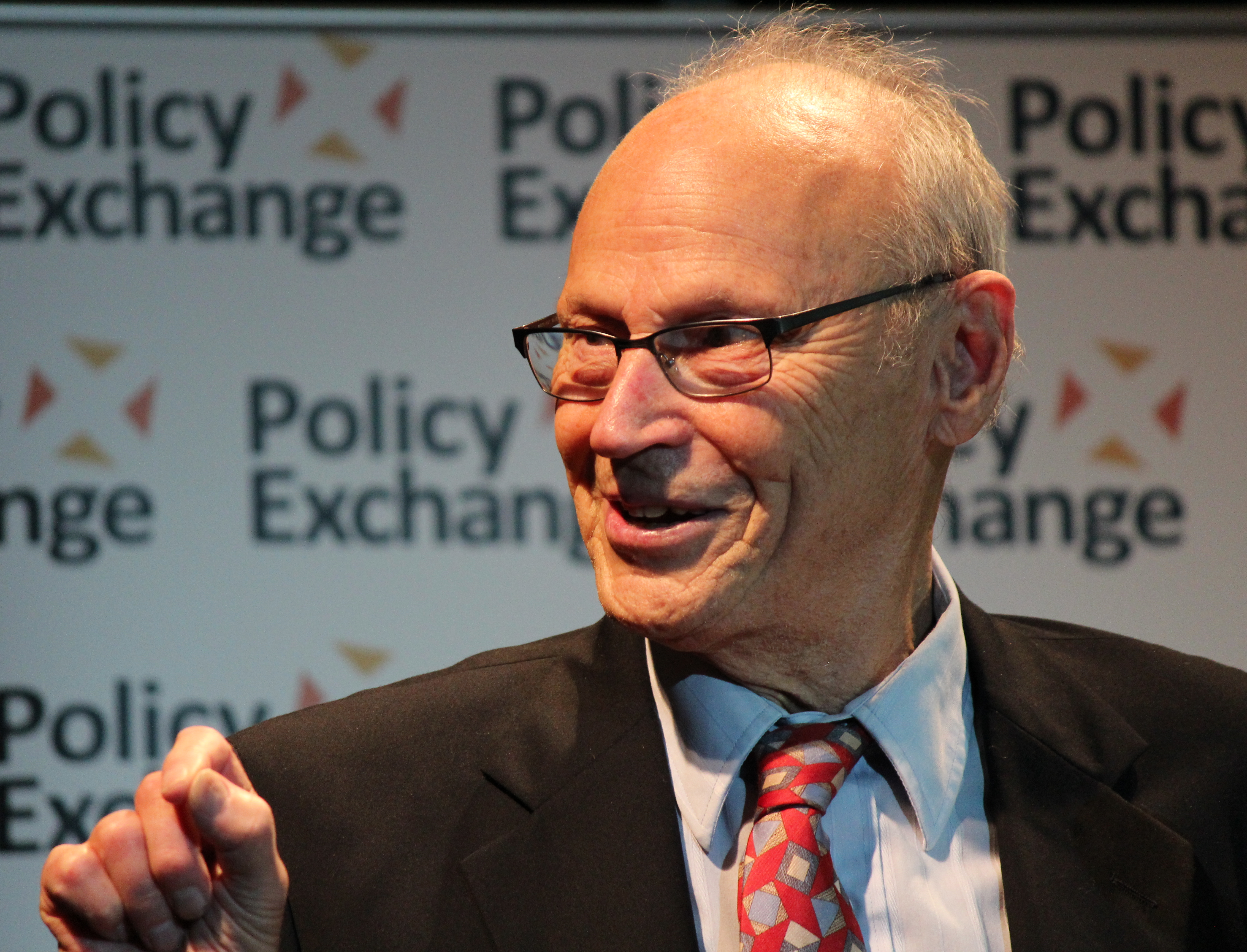
E. D. Hirsch (2015)

Eric Donald Hirsch Jr., üblicherweise zitiert als E. D. Hirsch, (* 22. März 1928 in Memphis, Tennessee) ist ein amerikanischer Literaturkritiker und Pädagoge. Er ist Fellow der American Academy of Arts and Sciences und Gründer der Bildungsstiftung Core Knowledge Foundation.

## Leben
Hirsch wurde am 22. März 1928 in Memphis, Tennessee, geboren. Er studierte an der Cornell University, wo er 1950 mit dem Bachelor abschloss und promovierte 1957 an der Yale University. Anschließend lehrte er zehn Jahre an der Yale. 1966 wurde er Professor für Bildung und Geisteswissenschaften an der University of Virginia und gab Kurse über Literaturtheorie und die Romantik in der Englischabteilung am College of Arts and Sciences.
Während seiner Lehrtätigkeit stellte Hirsch fest, dass vielen amerikanischen Studenten das für den akademischen Aufstieg notwendige Grundwissen über kulturelle Begriffe und Konzepte fehlte. Dies veranlasste ihn seinen Beruf zu wechseln. Er wollte sich fortan der Aufgabe widmen, das Unrecht, das seiner Meinung nach diesen Schülern angetan wurde, zu korrigieren.
1986 gründete er die Core Knowledge Foundation ein Bildungsinstitut, das mehr sachliche Inhalte in der Grundschulbildung fördern will. Ein Jahr später veröffentlichte er das Buch Cultural Literacy: What Every American Needs to Know (Kulturelle Alphabetisierung: Was jeder Amerikaner wissen muss), das mehr als sechs Monate lang an der Spitze der Bestsellerliste der New York Times stand.
Er lebt in Charlottesville, Virginia.

## Werk
In seinen frühen Schriften, die sich mit der Interpretation von Literatur befassten, wies Hirsch darauf hin, dass bei einer Textinterpretation der Einfluss des Autors und sein kulturelles Milieus nicht außer Acht gelassen werden sollte. In den 1960er Jahren war sein Buch Validity in Interpretation (Gültigkeit der Interpretation) ein wichtiger Beitrag zur zeitgenössischen Literaturkritik und machte ihn zum „Begründer des Intentionalismus“. Der Intentionalismus verteidigt den Begriff der Objektivität in den humanistischen Studien und unterscheidet zwischen der „Bedeutung“ eines Textes, die sich auf das Verstehen bezieht und sich nicht verändert, und seiner „Bedeutung“, die sich auf die Erklärung und die Veränderungen im Laufe der Zeit bezieht. Zu den frühen kritischen Schriften gehören die Bücher über die romantische Literatur sowie über die Gültigkeit der Interpretation (Validity in Interpretation, 1967), die Ziele der Interpretation (The Aims of Interpretation, 1976) und die Philosophie der Komposition (The Philosophy of Composition, 1977).
Bei vergleichenden Studien mit Studenten an der Universität von Virginia und jenen des J. Sargeant Reynolds Community College, einer vorwiegend afroamerikanischen Institution in Richmond, stellte Hirsch fest, dass die Studenten beider Institutionen geschriebene Texte genauso gut verstehen konnten, wenn es um Mitbewohner oder den Autoverkehr ging. Den afroamerikanischen Studenten fehlte jedoch das für den akademischen Aufstieg notwendige Grundwissen über kulturelle Begriffe und Konzepte. Hirsch zog daraus den Schluss, dass man ihnen nicht die Dinge beigebracht hatte, die sie wissen mussten, um Texte zu verstehen, die sich an ein allgemeines Publikum richteten. Seiner Meinung nach war der Grund, warum die meisten Studenten am Community College und nicht an der Universität von Virginia landeten, nicht die angeborenen Fähigkeiten oder der familiäre Hintergrund, sondern das fehlende Wissen.
Aufgrund seiner Forschungen entwickelte Hirsch das Konzept der kulturellen Alphabetisierung, das auf der Idee beruhte, dass das Leseverständnis nicht nur formale Dekodierfähigkeiten, sondern auch ein weitreichendes Hintergrundwissen erfordert. Er erstellte eine Reihe von Büchern zum Thema und mit den notwendigen Informationen, um das fehlende Wissen nachholen zu können.
Dazu gehören Fairness und Grundwissen (1991), The Schools We Need and Why We Don’t Have Them (1996) und The Knowledge Deficit (2006), The Making of Americans: Democracy and Our Schools (2009).
Im Buch Die Schulen, die wir brauchen und warum wir sie nicht haben (The Schools We Need: And Why We Don’t Have Them) argumentierte Hirsch, dass romantisierte, wissenschaftsfeindliche Bildungstheorien nicht nur die Ursache für Amerikas glanzlose Bildungsleistung seien, sondern auch eine Ursache für sich ausweitende Ungleichheiten in Bezug auf Geschlecht und Rasse. Hirsch stellt die amerikanische Bildungstheorie als eine Theorie dar, die versucht, den Schülern intellektuelle Werkzeuge wie „kritische Denkfähigkeiten“ zu vermitteln, die aber das Lehren jeglicher tatsächlicher Inhalte verunglimpft und sie als „bloßes Auswendiglernen“ bezeichnet. Hirsch stellt fest, dass es genau dies ist, was versäumt wurde, um kenntnisreiche und gebildete Studenten zu bilden.
Ab den 1990er Jahren veröffentlichte Hirsch Bücher in der Core Knowledge Grader Series, die die Stiftung als „einen illustrierten Leitfaden für das in der Core Knowledge Sequence umrissene Grundwissen“ beschreibt, der Informationen und Aktivitäten für Lehrer, Eltern und Kinder sowie Vorschläge für entsprechende Lesungen und Ressourcen enthält. Die Bücher behandeln Themen von Was Ihr Vorschulkind wissen muss bis zu Was Ihr Sechstklässler wissen muss.

## Auszeichnungen
- Fulbright Fellowship (1955)
- Morse Fellowship (1960)
- Guggenheim-Stipendium für Geisteswissenschaften (1964)
- Explicator Prize (1965)
- NEA Fellowship (1970)
- NEH Senior Fellowship (1971–71)
- Wesleyan University Center for the Humanities Fellowship (1973)
- Princeton University Fellowship in the Humanities (1977)
- Center for Advanced Study in the Behavioral Sciences Fellowship an der Stanford University (1980–81).
- An der University of Virginia war er Linden Kent Memorial Professor of English Emeritus zusätzlich zum Professor of Education and Humanities.
- Ehrendiplome des Rhodes College und Williams College.
- Board member des Albert Shanker Institute.

## Schriften
- Wordsworth and Schelling : a typological study of romanticism. Yale University Press, New Haven (Connecticut) 1960, Archon Books, Hamden (Connecticut) 1971.
- Innocence and Experience: An Introduction to Blake. Yale University Press, New Haven (Connecticut) 1964.
- Validity in Interpretation. Yale University Press, New Haven (Connecticut) 1967.
- The Aims of Interpretation. University of Chicago Press, Chicago 1976.
- The Philosophy of Composition. University of Chicago Press, Chicago 1977.
- Cultural Literacy: What Every American Needs to Know. Vintage Books 1987, ISBN 978-0-394-75843-5[5]
- The Dictionary of Cultural Literacy. Houghton Mifflin Co, Boston, Massachusetts 1988.
- Klaus M Lange; Peter Neulen; Ulrike Emrich; E. D. Hirsch: Duden Lexikon der Allgemeinbildung: was jeder wissen sollte. Dudenverlag, Mannheim 1993.
- The Schools We Need: And Why We Don’t Have Them. Anchor Books 1996, 1999, ISBN 978-0-385-49524-0
- The Validity of Allegory in Convegno internazionale sul tema ermeneutica e critica: Roma 7-8 ottobre 1996. Roma: Accademia nazionale dei Lincei, 1998.
- E. D. Hirsch, Joseph F. Kett and James Trefil: The New Dictionary of Cultural Literacy: What Every American Needs to Know. Houghton Mifflin Harcourt, Revised 2002, ISBN 978-0-618-22647-4
- The Knowledge Deficit: Closing the Shocking Education Gap for American Children Mariner Books; Reprint edition 2007 (2006), ISBN 978-0-618-87225-1.
- The Making of Americans: Democracy and Our Schools. Yale University Press, New Haven 2009, ISBN 978-0-300-16831-0
- Why Knowledge Matters. Harvard Education Press 2016, ISBN 978-1-61250-952-5.
- A collection of articles and speeches by E. D. Hirsch